# النقلة (ودكة)
النقلة هي إحدى مشيخات المملكة المغربية، تتبع جغرافيا لإقليم تاونات وإداريًا لودكة. يقدر عدد سكانها بـ 3035 نسمة حسب الإحصاء الرسمي للسكان والسكنى لسنة 2004.